# 京都福音教会
京都福音教会（きょうとふくいんきょうかい）は京都市北区で1957年6月に始まったペンテコステ派の宗教法人である。

## 概要
長年日本ユナイテッド・ペンテコステ教会の中心的教会であったが、1990年代に日本福音ペンテコステ教団の一員となる。現在までに数十人の伝道者を日本中及びアメリカに送りだしており洗礼者は1,000人を超え、日本のペンテコステ界に多大なる影響を与えてきた。又、長年伝道者の養成と他地方への開拓支援にも熱心で全国にこの教会の恩恵をこうむった教会が存在する。一時期は日本ユナイテッド・ペンテコステ教会の聖書学院を併設しており、現在も続けて献身者・伝道者を生み出している。現在は、京都の北山と烏丸御池を中心に東京と福岡にも拠点を持つ。